# Neochorema
Neochorema is een geslacht van schietmotten van de familie Hydrobiosidae.

## Soorten
- N. dictynnum F Schmid, 1957
- N. jaula OS Flint, 1969
- N. lobiferum OS Flint, 1969
- N. sinuatum F Schmid, 1964